# Emma Pillsbury
Emma Pillsbury est un personnage de fiction et la conseillère d'orientation du lycée William McKinley de la série télévisée américaine Glee, interprétée par Jayma Mays et doublée en français par Julie Turin. Elle est apparue dans le premier épisode de Glee. Emma a été développée par les créateurs de Glee, Ryan Murphy, Brad Falchuk et Ian Brennan. Emma souffre de Trouble obsessionnel compulsif et a des sentiments amoureux pour le directeur du Glee Club : Will Schuester, mais se fiance avec l'entraîneur de football du lycée Ken Tanaka car Will est marié à Terri Delmonico. Ken se rend compte des sentiments qu'Emma a pour Will et n'ira pas à son mariage afin de lui garder le peu de dignité qu'il lui reste. Dans la saison 2, Emma et son dentiste Carl Howell se marient à Las Vegas et divorceront quand Carl apprendra qu'elle a toujours des sentiments pour Will. Elle est encore vierge.

## Biographie fictive
Emma est présentée comme la conseillère d'orientation au lycée William McKinley. Elle a des sentiments pour le professeur d'espagnol et le directeur du Glee Club Will Schuester, et l'encourage dans sa tentative de revitaliser le Glee Club à l'école. Elle est consternée d'apprendre que l'épouse de Will, Terri est enceinte et qu'il envisage de quitter son poste pour devenir un comptable, mais elle sera capable de le convaincre et de le faire reconsidérer la chose, en lui montrant une vidéo de lui chantant. Dans une tentative pour obtenir Will, Emma commence une relation avec l'entraîneur de football du lycée Ken Tanaka, et se fiance avec lui dans l'épisode "La vitamine D".
Toutefois, lorsque Will est incapable d'assister à une compétition avec le Glee Club, Emma se propose d'être bénévole pour prendre sa place, et reporte son propre mariage de plusieurs heures. Reconnaissant ses sentiments pour Will, Ken rompt avec elle le jour de leur mariage. Emma raconte à Will qu'elle a démissionné de l'école, comme elle a honte de son comportement envers Ken, et a le cœur brisé car elle ne peut pas être avec Will. Will lui dit qu'il a quitté Terri, mais Emma sent qu'il est trop tôt pour lui de passer à autre chose. Alors qu'elle se prépare à quitter le lycée, Will la retrouve et l'arrête avec un baiser.
Emma va poursuivre sa relation avec Will, mais les craintes de Emma sont de prendre modèle sur la relation Terri-Will. Elle révèle qu'elle est vierge, et elle décide d'avoir des relations sexuelles avec Will mais elle change d'avis au dernier moment. Emma découvre plus tard par Sue Sylvester que Will a embrassé une autre femme (Shelby Corcoran) et réprimande verbalement celui-lui, et met fin à leur relation.
Emma commence une relation avec son dentiste, le Dr Carl Howell, ce qui la conduira à un mariage à Las Vegas. Ses expériences sur le sexe l'ont amenée à devenir présidente au club d’abstinence de l'école. Carl organise une rencontre pour parler du sexe avec Holly Holliday, (professeur remplaçante), et révèle qu'ils n'ont jamais couché. Emma avoue qu'elle a sans doute des sentiments pour Will, et Carl lui dit qu'il va déménager dans un hôtel jusqu'à ce qu'elle soit certaine de ses sentiments. Dans « Une nuit de négligence », Emma révèle à Will que Carl a quitté son toit pour de bon. À cause du stress, les TOCS d'Emma affectent son bien-être plus que d'habitude, et elle en éprouve du regret parce qu'elle pensait qu'elle aurait surmonté ce poids dans sa vie. Will dit à Emma qu'il sera là pour elle, et ce n'importe quand. Elle commencera à voir un psychiatre dans l'épisode « Born This Way », et montre des signes d'amélioration à la fin de la saison deux. Durant l'été, Will et Emma emménagent ensemble. C'est dans l'épisode « F asiatique » qu'on voit que leur relation est bel et bien là, et quand Will invite les parents d'Emma à dîner dans cet épisode, il découvre qu'ils sont intolérants car ils n'aiment que les roux et qu'ils se moquent des TOC d'Emma. Elle se marie avec Will schuester dans la saison 4 et ils ont un fils nommé Daniel Finn Schuester dans la saison 5.